# كلارنس ويليام
كلارنس ويليام (بالإنجليزية: Clarence Hale)‏ هو قاضي ومحامي وسياسي أمريكي، ولد في 15 أبريل 1848، وتوفي في 9 أبريل 1934. انتخب عضو مجلس نواب مين.